# 馬髭岳
馬髭岳（ばりょうがたけ）は、北海道の十勝郡浦幌町にある標高568.3mの山である。山頂には三等三角点「馬鬣ヶ嶽」が設置されている。

## 概要
白糠丘陵の主稜線上にある標高約540m峰から浦幌町側に伸びた支稜線上に位置する。山頂付近には北海道開発局のアンテナが設置されており、山頂付近まで林道が整備されている。
国土地理院地形図には山名は記載されていない。読み方の「ばりょうがたけ」は三角点名の「馬鬣ヶ嶽」を読んだ和名の山であったが、なぜか読み方はそのままの状態で漢字表記だけが変化した。現在では地元でも「馬髭岳」の表記が使用されている。一説には山頂部の尾根が「鬣（たてがみ）」のように見えたからつけられたと考えられている。

## 登山
先述の通り山頂付近までは林道が整備されているほか、馬髭岳への道は「東十勝ロングトレイル」の「森のルート」となっており道中は標識が設置されているため、山頂付近のアンテナまでは難易度は高くない。道道947号を進み留真温泉を通過すると山頂へ通じる林道の入口があり、そこからは徒歩で進む。標識を頼りにしながら進むとアンテナがある広場に到着し、山頂を示す標識が設置されている。しかし厳密には最高点はアンテナのさらに奥にある尾根の先にあり、林道を外れて細い尾根を登るため注意が必要。